# Fyvush Finkel
Philip (Fyvush) Finkel (ur. 9 października 1922 w Nowym Jorku, zm. 14 sierpnia 2016 tamże) – amerykański aktor pochodzenia żydowskiego. Szerokiej publiczności znany głównie z ról w popularnych serialach telewizyjnych. W Gdzie diabeł mówi dobranoc i Boston Public stworzył charakterystyczne postacie prawnika Douglasa Wambaugha i nauczyciela historii Harveya Lipschultza.
Finkel jest synem żydowskich emigrantów z Europy; ojciec przybył do USA z Warszawy, a matka z Mińska. Przez lata był gwiazdą teatru żydowskiego na Manhattanie, gdzie debiutował już w wieku 9 lat. Od początku lat 60. grał na Broadwayu. Jego kariera jako aktora filmowego i telewizyjnego rozwinęła się dopiero w latach 80.
Jego małżeństwo z Trudi Lieberman trwało 61 lat (od 1947 do jej śmierci w 2008). Finkel miał dwóch synów.
Imię aktora Fyvush znaczy po prostu Philip, tyle, że jest pisane w języku jidysz.

## Wybrana filmografia
- Kojak (1973-78; serial TV) jako Simon (gościnnie; odc. z 1977)
- Chwytaj dzień (1986) jako Shomier
- Nie do taktu (1986) jako Vendor
- Pytania i odpowiedzi (1990) jako Preston Pearlstein
- Gangsterzy (1991) jako krawiec
- Gdzie diabeł mówi dobranoc (1992-96; serial TV) jako Douglas Wambaugh
- Ogóras (1993) jako pan Shacknoff
- Pieniądze albo miłość (1993) jako Milton Glickman
- Nixon (1995) jako Murray Chotiner
- Szpital Dobrej Nadziei (1994-2000; serial TV) jako Douglas Wambaugh (gościnnie; odc. z 1995)
- Zdarzyło się jutro (1996-2000; serial TV) jako wujek Phil Kazakian (gościnnie w odc. z 1996 i 1999)
- Ferajna (2000) jako Sol Lowenstein
- Boston Public (2000-2004; serial TV) jako Harvey Lipschultz
- Poważny człowiek (2009) jako Reb Groshkover

## Nagrody
- Nagroda Emmy 1994: w kategorii Najlepszy aktor drugoplanowy w serialu dramatycznym za rolę Douglasa Wambaugha w serialu Gdzie diabeł mówi dobranoc